# Flavius Afranius Syagrius
Flavius Afranius Syagrius war ein Mitglied der Familie der Syagrii, hoher Beamter der kaiserlichen Verwaltung des spätantiken Römischen Reiches in der 2. Hälfte des 4. Jahrhunderts und römischer Konsul.
Die umfangreiche Überlieferung, die es zu Flavius Syagrius für den entsprechenden Zeitraum gibt, macht es notwendig, von zwei gleichzeitigen homonymen Personen auszugehen. So ist ein Flavius Syagrius für den Zeitraum von 380 bis 382 als praefectus praetorio Italiae belegt, zugleich gab es einen praefectus urbi namens Syagrius im Jahr 381. Dass dieselbe Person beide Ämter gleichzeitig innehatte, ist auszuschließen. Des Weiteren gab es einen Flavius Syagrius als consul ordinarius in den Jahren 381 und 382, ohne dass der letztgenannte Konsulat als Iteration des ersteren gekennzeichnet wurde.
Aus diesen Gründen geht man davon aus, dass es zwei Personen des Namens gab. Die Zuweisung der verschiedenen mit dem Namen verbundenen Ämter ist seit über 100 Jahren Gegenstand der wissenschaftlichen Diskussion und wird ohne neue Funde nicht endgültig zu klären sein.